# Slezské Beskydy
Slezské Beskydy (pol. Beskid Śląski, slez. Ślůnski Beskid, něm. Schlesischen Beskiden), někdy též Těšínské Beskydy, jsou horským pásmem, které leží ve Vnějších Západních Karpatech. Toto pohoří se rozkládá na území států Polska a Česka, většina území Slezských Beskyd se nachází na polské straně. Nejvyššími vrcholy tohoto pohoří jsou Skrzyczne (1257 m n. m.), Barania Góra (1220 m n. m.) a na české straně Velká Čantoryje (995 m n. m.).

## Vymezení území
Slezské Beskydy hraničí na západě s Moravskoslezskými Beskydami, odděluje je úvalovitá sníženina známá také jako Jablunkovská brázda, jejímž středem protéká řeka Olše. Na jihovýchodě hraničí toto pohoří s Žywieckými Beskydy, které odděluje tok řeky Soły. Na severovýchodě odděluje Slezské Beskydy od Malých Beskyd řeka Bělá.

## Vrcholy

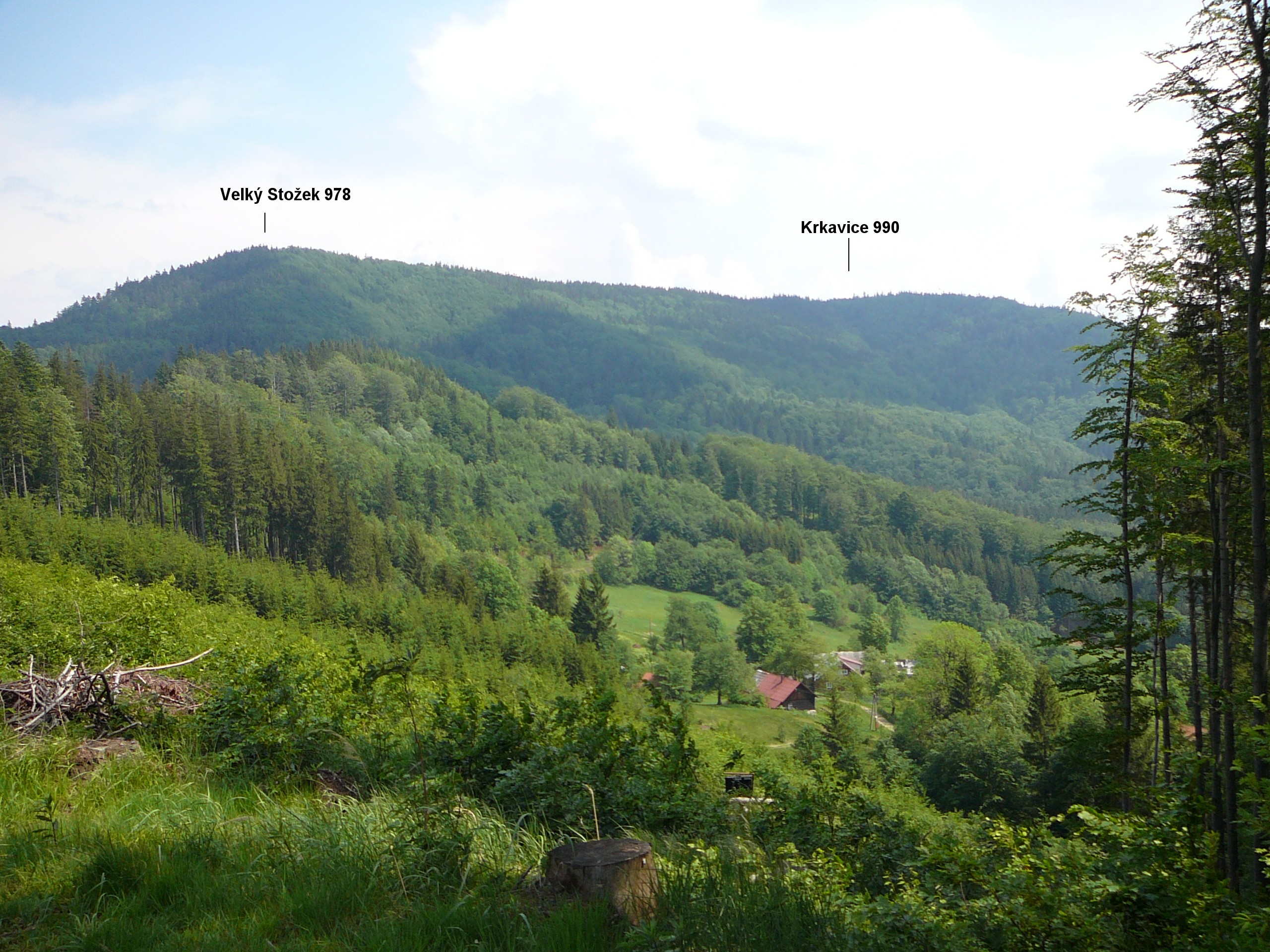
Velký Stožek

Nejvyššími vrcholy jsou Skrzyczne (1257 m n. m.) a Barania Góra (1220 m n. m.) v polské části pohoří. Na české straně je nejvyšší Velká Čantoryje (995 m n. m.), následovaná dalšími čtyřmi devítistovkami - Kyčerou (990 m), Velkým Stožkem (978 m), Krkavicí (978 m) a Česlarem (922 m). Seznam nejvyšších a nejprominentnějších hor na české straně pohoří obsahuje Seznam vrcholů ve Slezských Beskydech.

## Geologické poměry
Slezské Beskydy jsou budovány z masivních godulských a istebňanských pískovců. Severní část pohoří je budována slezským příkrovem s horninami dílčího godulského vývoje. Jižní část pohoří je budována magurským příkrovem. Ve Slezských Beskydech se můžeme setkat s horninami, jako jsou nazelenalé godulské pískovce tvořící hlavní hřebeny, tzn. pásmo Čantoryje a pásmo Baraní góry, dále vápence a především v okolí horských bystřin můžeme rozpoznat akumulaci různých nezpevněných sedimentů.

## Klimatické poměry
Pro Slezské Beskydy podobně jako pro celé Západní Beskydy je charakteristický poměrně vysoký roční úhrn srážek a to v rozmezí od 800 - 1200 mm. Střední roční teplota se pohybuje od 5,4 °C v hřebenových partiích do 8,5 °C v Jablunkovské brázdě. Nejstudenějším měsícem je leden, nejteplejším je červenec. Zdejší počasí ovlivňuje z velké části silný vítr. V době jara a podzimu se jedná o vítr halný. Ve vrcholových partiích Baraniej góry, Równicy i Čantoryje převažují větry západní i severozápadní. V okolí Jistebné je více západních větrů, díky tomu se zde vyskytují menší úhrny ročních srážek než v okolí. Srážková maxima se ve Slezských Beskydech pohybují okolo 1400 - 1500 mm ročně. Ve vyšších partiích nad 1000 m se srážky vyznačují menším počtem než v údolí, ale za to zde padají často jednorázově. Největší úhrn srážek připadá na letní měsíce. Zima začíná koncem listopadu a trvá až do konce března (někdy i poloviny dubna). V nejvyšších polohách sníh vydrží 150 - 180 dní, zatímco v nížinách jen 30 - 60 dní. Sněhové podmínky jsou zde dosti vydatné, na hřebenech tvoří až 200 cm sněhovou pokrývku. Vzhledem k zalesněným hřbetům a nevelké strmosti pohoří se zde laviny nevyskytují.

## Rozdělení Slezských Beskyd
Slezské Beskydy se dělí na dvě horská pásma, která jsou od sebe oddělena údolím řeky Visly. Jedná se o:

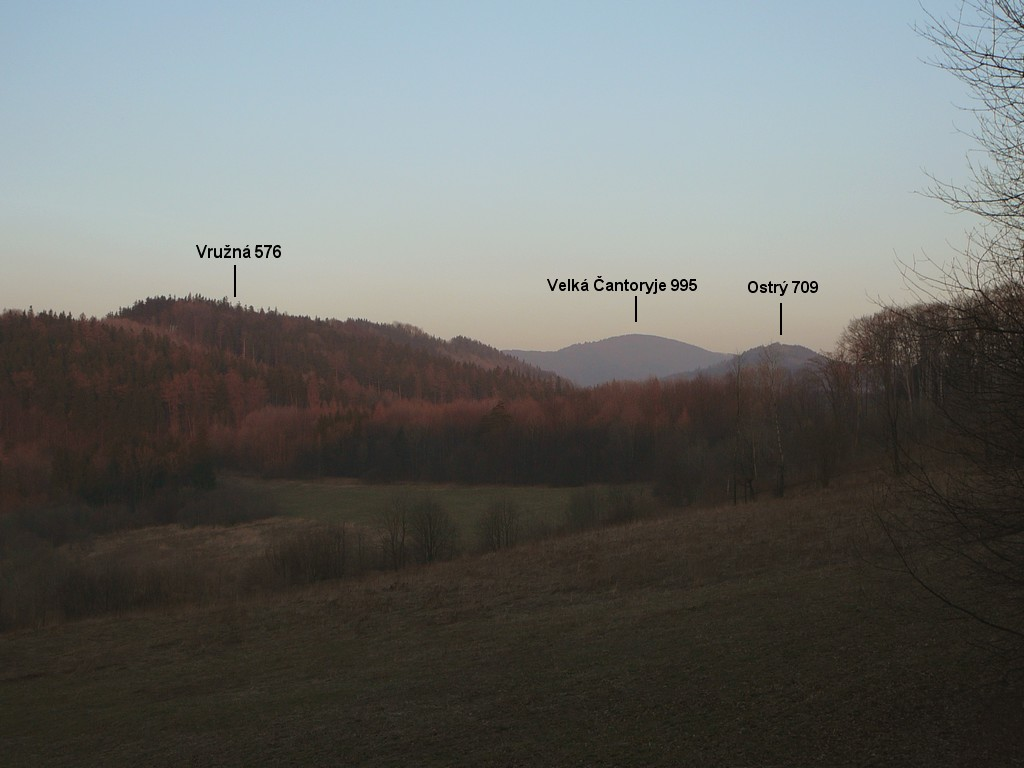
Velká Čantoryje při pohledu z Jahodné

### Pásmo Čantoryje

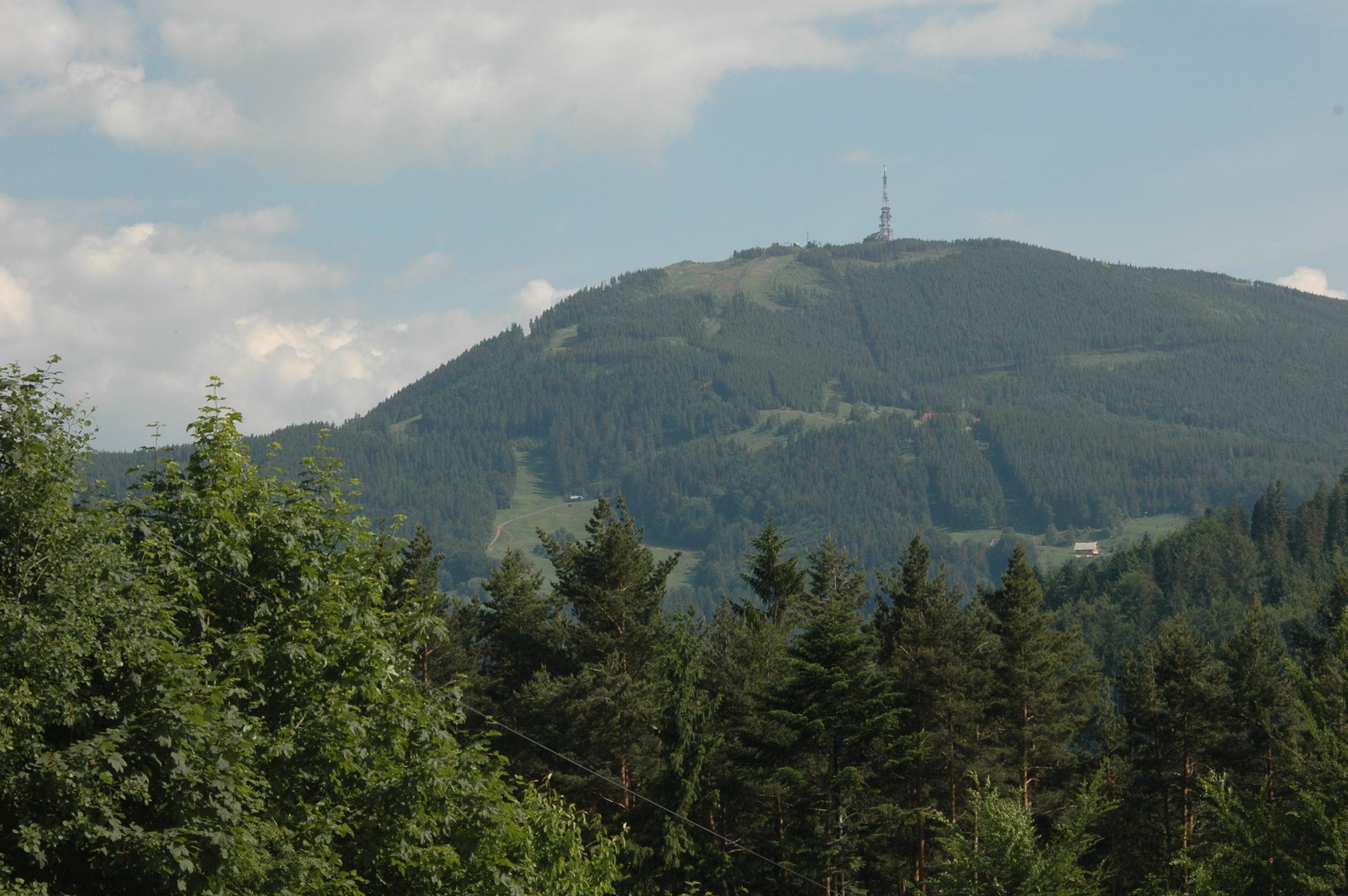
Skrzyczne při pohledu z Podmagury

Pásmo Čantoryje je hřbet Slezských Beskyd oddělující se od pásma Baraniej Góry u vrchu Karolówka (920). Jeho hřebenem prochází rozvodí mezi Odrou a Vislou a rovněž státní hranice mezi Českem a Polskem. Hřeben se táhne ze severu na jih od Tulu (621 m n. m.), přes Velkou Čantoryji (995 m), Velký Sošov (886 m), Česlar (922 m), Malý Stožek (843 m), Velký Stožek (978 m) až na Kyčeru (990 m), zde hřeben ubíhá směrem k východu k Jistebné a končí vrchem zvaným Młoda Góra již v Polsku. Z hlavního hřebene směrem do údolí Visly vystupují nenápadné hřbety, které tak vytvářejí jednotlivá údolí s názvy Poniwiec, Gahura, Jawornik, Dziechcinki a Labajov. Na české straně vybíhá z Malé Čantoryje směrem k řece Olši rozsocha s hraničními vrchy Ostrý (709 m) a Vružná (579). Z Velkého Stožku vybíhá směrem k severu asi 8 km dlouhý hřeben vytvářející údolí říčky Hluchová a kulminující vrcholem Loučka (835 m). Pro tuto část Slezských Beskyd je charakteristické, že žádný z vrcholů nepřesahuje tisícimetrovou hranici. Téměř celá část „pásma Čantoryje“ je vybudovaná z godulských pískovců, které vystupují v drobné skalky ve vrcholových částech tohoto hřebene (např. Kyčery). Pro tento typ pískovce je charakteristické, že ne všechny jeho vrstvy mají stejnou trvanlivost, a tak vlivem působení exogenních činitelů (větru, vody, teploty) jsou měkčí vrstvy zvětrány. Takto vznikají např. hluboká koryta potoků, vodopády, prahy atd. V pásmu Čantoryje má jinou geologickou stavbu jen vrch Tul, který je podobně jako Jahodná tvořen těšínským vápencem, který se podílí na výskytu vzácných druhů rostlin v těchto lokalitách.

### Pásmo Baraniej Góry
Pásmo Baraniej Góry nazývané také jako pásmo Vislanské představuje horský hřeben Slezských Beskyd táhnoucí se ze severu na jih. Hlavní hřeben pásma Baraní Góry vystupuje na jihu ze Zwardoňského průsmyku vrcholem Tyniok (891 m) a dále pokračuje směrem k severu s vrcholy Gańczorka (902 m), Karolówka (930 m), Barania Góra (1220 m), Magurka Wiślańska (1129 m), Zielony kopiec (1140 m) a Malinowska Skala (1150 m). Z tohoto vrcholu pokračuje hřeben dvěma směry severozápadním s rozsochou Malinowa (1095 m) a pokračujíc přes průsmyk Karkoszczonka vrcholem Klimczok (1119 m), severovýchodním směrem hřeben pokračuje s rozsochou Skrzyczne (1257), což je nejvyšší hora Slezských Beskyd. Z hlavního hřebene pásma Baraní Góry vybíhá jak na západ, tak i na východ spousta bočních rozsoch.

## Turismus ve Slezských Beskydech
Slezské Beskydy jsou z české strany poměrně málo navštěvované, na rozdíl od vedlejších Moravskoslezských Beskyd. Hlavním východiskem turistických tras do tohoto pohoří je malebná podhorská obec Nýdek. Turistické trasy sem vedou i z Třince, Vendryně, Bystřice, Hrádku a Jablunkova. V Polsku jsou to lázeňská střediska Ustroň a Visla, dále pak obce Brenná, lyžařské středisko Szczyrk a Jistebná.
Ve Slezských Beskydech začíná vyznačená dálková turistická stezka Hlavní beskydská magistrála :
- Ustroň – Równica – Velká Čantoryje – Velký Stožek – sedlo Kubalonka – Barania Góra – Węgierska Górka

### Horské a studentské chaty v polské části
| horská chata                                                        | nadm. výška [m n. m.] | obrázek |
| Chata PTTK na Błatniej                                              | 891 m n. m.           |         |
| Chata PTTK na Klimczoku                                             | 1034 m n. m.          |         |
| Chata PTTK na Przysłopie pod Baranią Górą                           | 900 m n. m.           |         |
| Chata PTTK na Równicy                                               | 785 m n. m.           |         |
| Chata PTTK na Skrzycznem                                            | 1250 m n. m.          |         |
| Chata PTTK na Stożku                                                | 979 m n. m.           |         |
| Chata PTTK na Szyndzielni                                           | 1001 m n. m.          |         |
| Chata na Koziej Górze                                               | 686 m n. m.           |         |
| Chata na Dębowcu                                                    | 686 m n. m.           |         |
| Chata na Soszowie Wielkim                                           | 792 m n. m.           |         |
| Chata na Stecówce                                                   | 760 m n. m.           |         |
| "Chata wuja Toma" na przełęczy Karkoszczonka                        | 736 m n. m.           |         |
| Schronisko młodzieżowe "Telesforówka" na hoře Trzy Kopce Wiślańskie | 810 m n. m.           |         |
| Chatka AKT na Pietraszonce                                          | asi 600 m n. m.       |         |

### Chaty na území České republiky
- chata Čantoryja - turistická chata z roku 1904, nacházející se cca 500 m východně od vrcholu, leží v nadmořské výšce 932 m. Z okolí chaty jsou panoramatické rozhledy na město Ustroň v Polsku.
- chata Filipka - nově postavená chata sloužící k občerstvení, nachází se pod vrcholem stejnojmenného kopce.
- chata Bahenec - stojí ve stejnojmenné osadě cca 1,5 km jižně od vrchu Kyčera, poskytuje velkokapacitní ubytovací prostory, v okolí lyžařské sjezdovky a plavecký bazén. Z okolí chaty výhledy na Girovou a Moravskoslezské Beskydy.
- chata na Gruni (též Energetik) - chata postavená cca 3 km západně od Hrádku, v blízkosti lyžařské sjezdovky, tenisový kurt a bazén
- chata Kostkov - chata nacházející se v údolí stejnojmenného potoka pod vrchem Filipka, cca 3,5 km severozápadně od Jablunkova.

### Ochrana přírody
Hlavní části Slezských Beskyd patří do pásma ochrany krajinného parku Park Krajobrazowy Beskidu Śląskiego v Polsku.

### Seznam použité literatury
- CICHÁ, Irena a kol. Okolím beskydského průsmyku.Český Těšín: Sdružení regionálních vydavatelů, 2003. ISBN 80-239-1652-1
- DZIALAK, Jerzy. Slezské Beskydy. Warszawa, 1953
- Cykloturistická mapa ČR. Moravskoslezské a Slezské Beskydy. List 154. Vizovice: SHOCart, 2005. M 1:75 000